# Pharsalia
Pharsalia es un género de escarabajos longicornios de la tribu Lamiini.

## Especies
Subgpenero Cycos
- Pharsalia subgemmata (Thomson, 1857)

Subgpenero Eopharsalia
- Pharsalia biplagiata Breuning, 1950
- Pharsalia clara Breuning, 1940
- Pharsalia claroides Breuning, 1958
- Pharsalia granulipennis Breuning & de Jong, 1941
- Pharsalia implagiata Breuning, 1950
- Pharsalia indica Breuning, 1960
- Pharsalia nicobarica Breuning, 1970

Subgpenero Pharsalia
- Pharsalia andoi Hayashi, 1975
- Pharsalia borneensis Breuning, 1936
- Pharsalia cameronhighlandica Hayashi, 1975
- Pharsalia cincticornis Pascoe, 1866
- Pharsalia dunni Breuning, 1972
- Pharsalia duplicata Pascoe, 1866
- Pharsalia gibbifera (Guérin-Méneville, 1844)
- Pharsalia lentiginosa Pascoe, 1866
- Pharsalia malasiaca Thomson, 1864
- Pharsalia matangensis Breuning, 1958
- Pharsalia mortalis (Thomson, 1857)
- Pharsalia obliquemaculata Breuning, 1936
- Pharsalia ochreomaculata Breuning, 1968
- Pharsalia ochreopunctata Fuchs, 1957
- Pharsalia ochreostictica Breuning, 1938
- Pharsalia patrona (Pascoe, 1859)
- Pharsalia philippinensis Breuning, 1936
- Pharsalia proxima Gahan, 1890
- Pharsalia pulchra Gahan, 1888
- Pharsalia saperdoides Pascoe, 1866
- Pharsalia setulosa Aurivillius, 1920
- Pharsalia strandi Breuning, 1936
- Pharsalia supposita Pascoe, 1866
- Pharsalia suturalis Aurivillius, 1920
- Pharsalia thibetana Breuning, 1982
- Pharsalia tonkinensis Breuning, 1936
- Pharsalia truncatipennis Heller, 1915
- Pharsalia variegata Aurivillius, 1920